# Bo (nome)
Bo  è un nome proprio di persona svedese e danese maschile.

## Varianti
- Alterati (svedese): Bosse[2]

## Origine e diffusione
Deriva dall'epiteto norreno Búi, a sua volta basato su búa, "vivere", "abitare"; significa quindi "abitante". La forma norrena è tuttora usata in islandese. 
Del nome vi sono anche occorrenze in inglese, nel qual caso si tratta di una variante di Beau o di un ipocoristico di Robert o William, usato anche al femminile grazie alla notorietà dell'attrice Bo Derek.

## Onomastico
Non esistono santi che portano questo nome, che quindi è adespota. L'onomastico può essere festeggiato in occasione di Ognissanti, il 1º novembre.

## Persone
- Bo Andersen, calciatore danese

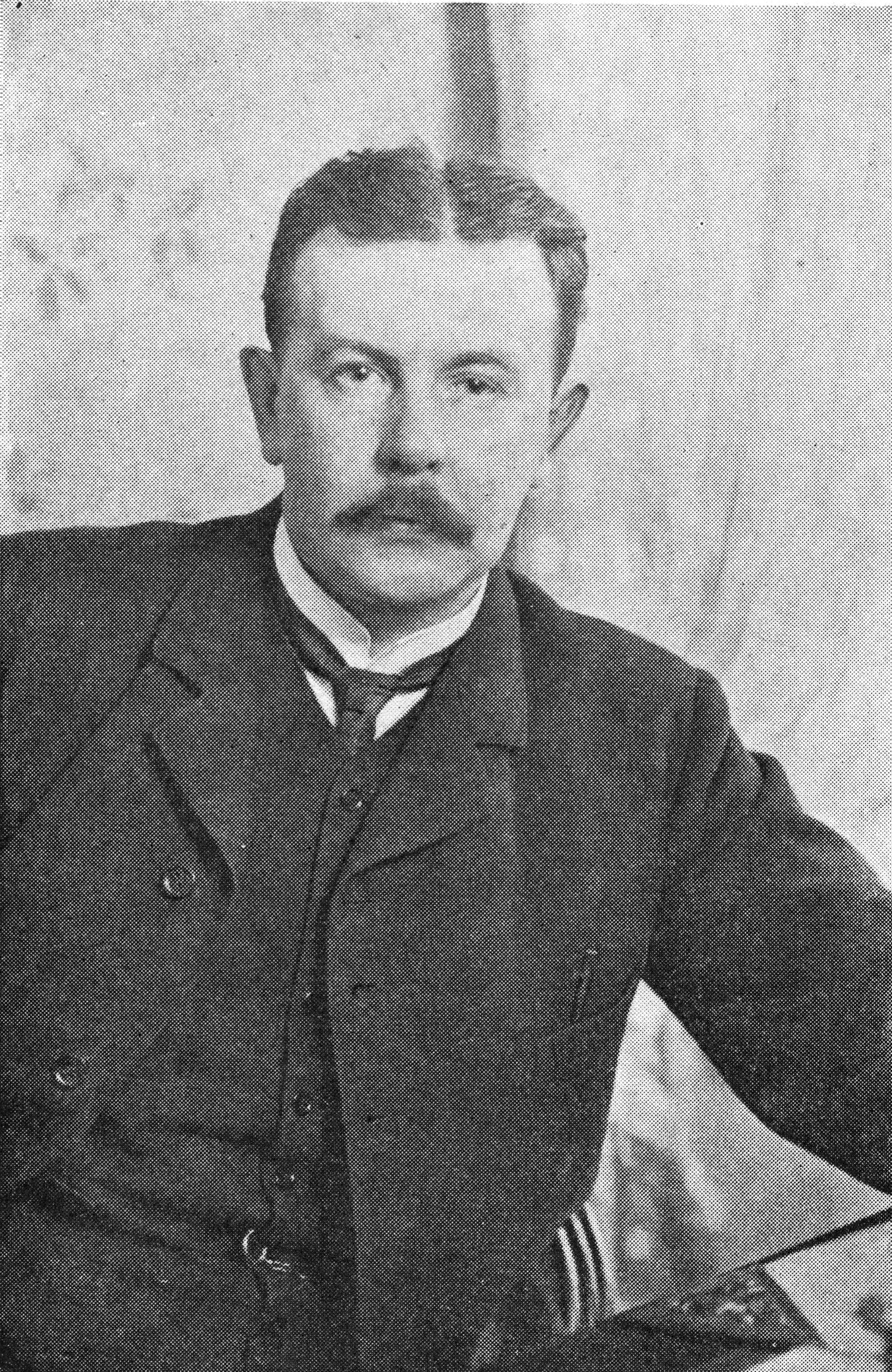
Bo Bergman

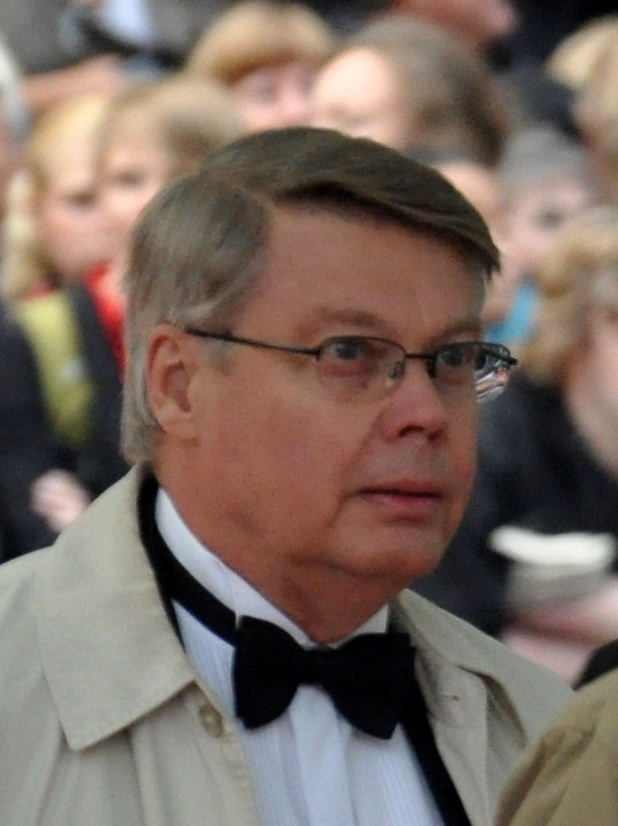
Bo Lundgren

- Bo Bakke, giocatore di curling norvegese
- Bo Bergman, scrittore, poeta, critico letterario e critico teatrale svedese
- Bo Carpelan, poeta e scrittore finlandese
- Bo Hamburger, ciclista su strada danese
- Bo Hansen, calciatore danese
- Bo Johansson, calciatore svedese
- Bo Karlsson, arbitro di calcio svedese
- Bo Larsson, calciatore svedese
- Bo Lindgren, compositore di scacchi svedese
- Bo Lindman, pentatleta e schermidore svedese
- Bo Lundgren, politico svedese
- Bo Skovhus, baritono danese
- Bo Svenson, attore svedese
- Bo Svensson, calciatore danese
- Bo Arne Vibenius, regista, produttore cinematografico e sceneggiatore svedese
- Bo Widerberg, regista svedese

## Il nome nelle arti
- Bo Duke è un personaggio della serie televisiva Hazzard.
- Bo Cruz è il protagonista del film Hustle.